# ماتریس وزن موقعیت خاص
ماتریس وزن موقعیت خاص (به انگلیسی: PWM) یک روش متداول برای نمایش موتیف‌ها (الگوها) در رشته‌های زیستی است.

پی‌دبلیوام (PWM) ماتریس امتیازدهی است که که به هر زیررشته با طول مشخص یک امتیاز (وزن) اختصاص می‌دهد. در ماتریس به ازای هر یک از حروف الفبا (مثلا در رشته‌های اسید نوکلئیکی A,T,C و G) یک سطر و به ازای هر موقعیت الگو یک ستون وجود دارد. امتیازی که پی‌دبلیوام به یک زیررشته اختصاص می‌دهد {\displaystyle s=(s_{j})_{j=1}^{N}} به شکل {\displaystyle \textstyle \sum _{j=1}^{N}{m_{s_{j},j}}} تعریف می‌شود که در آن {\displaystyle j} موقعیت در زیررشته، {\displaystyle s_{j}} حرف ظاهر شده در موقعیت {\displaystyle j} و {\displaystyle m_{\alpha ,j}} امتیازی است که در درایهٔ {\displaystyle (\alpha ,j)} ماتریس وجود دارد. به بیان دیگر امتیاز پی‌دبلیوام مجموع امتیازات تک تک حروف ظاهر شده در زیررشته‌است.

## پی‌دبلیوام اساسی با لگاریتم درست نمایی
پی‌دبلیوام فرض می‌کند که موقعیت‌ها در الگو از هم مستقل هستند، از این رو امتیاز هر موقعیت را بدون در نظر گرفتن سایر موقعیت‌ها محاسبه می‌کند. امتیاز زیررشته‌ای که با پی‌دبلیوام همتراز شده می‌تواند به صورت لگاریتم درست‌نمایی، تحت ضرب توزیع چندجمله‌ای ترجمه شود. از آنجایی که هر ستون لگاریتم درست نمایی را برای هر یک از حروف مشخص می‌کند، در حالی که جمع درست‌نمایی روی هر ستون برابر مقدار یک می‌شود، ماتریس پی‌دبلیوام به توزیع چندجمله‌ای مرتبط می‌شود. امتیاز پی‌دبلیوام جمع لگاریتم‌های درست نمایی است که در واقع به معنای ضرب درست‌نمایی هاست.
امتیازات پی‌دبلیوام را همچنین می‌توان در قالب فیزیکی نیز ترجمه کرد، که بیانگر مجموع انرژی‌های همهٔ نوکلئوتیدهایی (حرووف زیررشته) است که با پی‌دبلیوام همتراز شده‌اند.

## ترکیب کردن توزیع‌های پس زمینه
بجای استفاده از لگاریتم درست‌نمایی که در پاراگراف قبل بحث شد، بسیاری از روش‌ها از امتیازهای لوجیت در پی‌دبلیوام استفاده می‌کنند. یک درایه در پی‌دبلیوام با {\displaystyle m_{i,j}=log(p_{i,j}/b_{i})} محاسبه می‌شود که در آن {\displaystyle p_{i,j}} احتمال مشاهدهٔ حرف i در موقعیت j ام موتیف بوده و {\displaystyle b_{i}} احتمال مشاهدهٔ حرف i در مدل پس‌زمینه (background) است. در نتیجه در مدل تولیدی، امتیاز پی‌دبلیوام برابر لوجیت زیررشته‌ای است که توسط موتیف تولید شده‌است (در مقابل تولید توسط پس زمینه).

## محتوای اطلاعات یک پی‌دبلیوام
محتوای اطلاعات یک پی‌دبلیوام بیانگر این است که چقدر ماتریس پی‌دبلیوام از توزیع یکنواخت فاصله دارد.
خویش-اطلاعات مشاهدهٔ یک حرف خاص در موقعیت خاص موتیف از رابطهٔ زیر به دست می‌آید:
{\displaystyle -\log(p_{i,j})}
میانگین خویش-اطلاعات یک درایهٔ خاص در پی‌دبلیوام برابر است با:
{\displaystyle -p_{i,j}\cdot \log(p_{i,j})}
در نهایت محتوای اطلاعات پی‌دبلیوام مجموع میانگین خویش-اطلاعات هر درایه‌است:
{\displaystyle \textstyle -\sum _{i,j}p_{i,j}\cdot \log(p_{i,j})}

## استفاده از پی‌دبلیوام‌ها
الگوریتم‌های متعددی وجود دارند که از پی‌دبلیوام استفاده می‌کنند. به عنوان مثال الگوریتم تطبیق که در ModuleMaster پیاده‌سازی شده‌است. بسیاری از الگوریتم‌هایی که خیلی سریع پایگاه داده را یا اسید نوکلئیک‌ها یا آمینو اسیدها می‌گردند در نرم افزار possumsearch پیاده‌سازی شده‌اند.